# Impacto psicológico del cambio climático

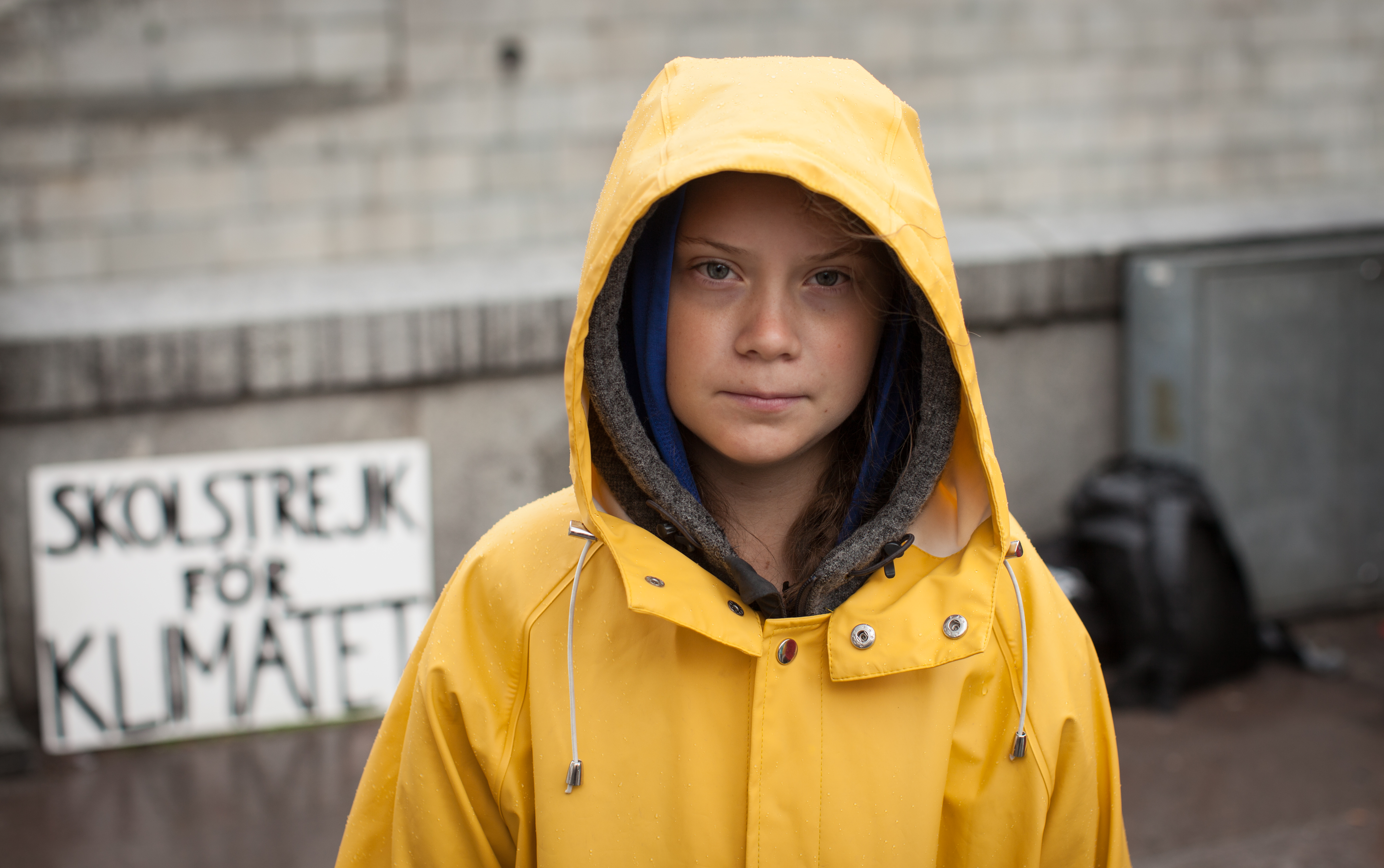
Greta Thunberg. Si bien los psicólogos habían estado trabajando en los impactos del cambio climático durante décadas, el interés aumentó notablemente después del trabajo de concienciación de Greta Thunberg a fines de 2018, que incluyó hablar sobre su ansiedad ecológica.

El cambio climático provoca una serie de efectos psicológicos en los habitantes de la tierra. Estos incluyen estados emocionales como eco-ansiedad, eco-duelo y eco-ira. Si bien son desagradables, estas emociones a menudo no son dañinas y pueden ser respuestas racionales a la degradación del mundo natural, lo que motiva la acción de adaptación. Otros efectos, como estrés postraumático (EPT), pueden ser más peligrosos. En el siglo XXI, académicos, profesionales médicos y varios otros actores buscan comprender estos impactos para ayudar a aliviarlos, hacer predicciones más precisas y ayudar en los esfuerzos para mitigar y adaptarse al calentamiento global.
Hay tres canales amplios por los que el cambio climático afecta el estado mental de las personas. Directamente, por ejemplo, provocando EPT entre las personas expuestas a fenómenos meteorológicos extremos. A través de la interrupción de las actividades económicas y sociales, como cuando un área de tierras de cultivo tiene menos capacidad para producir alimentos. Y debido a la mera conciencia de la amenaza del cambio climático, incluso por parte de personas que de otra manera no se ven afectadas por él. Hay muchas excepciones, pero en general son las personas del sur global quienes están más expuestas al impacto directo y la disrupción económica causada por los cambios climáticos. Mientras que las afecciones psicológicas relacionadas con el clima recientemente identificadas, como la ansiedad ecológica, que pueden resultar simplemente de la conciencia de la amenaza, tienden a afectar a las personas en todo el planeta.
Los efectos psicológicos del cambio climático se investigan en el campo de la psicología climática. Los psiquiatras ofrecen tratamiento médico para los efectos negativos de mayor impacto, quienes, a diferencia de los psicólogos, son médicos certificados. Varios tratamientos no clínicos, opciones de trabajo en grupo, foros de apoyo basados en Internet y libros de autoayuda están disponibles para personas que padecen afecciones psicológicas menos graves. Algunos de los impactos psicológicos no requieren ningún tipo de tratamiento e incluso pueden ser positivos. Los efectos psicológicos del clima también reciben atención de los gobiernos y otros involucrados en la creación de políticas públicas, de varios grupos de campañas y ONG, y de empresas del sector privado.

## Vías causales

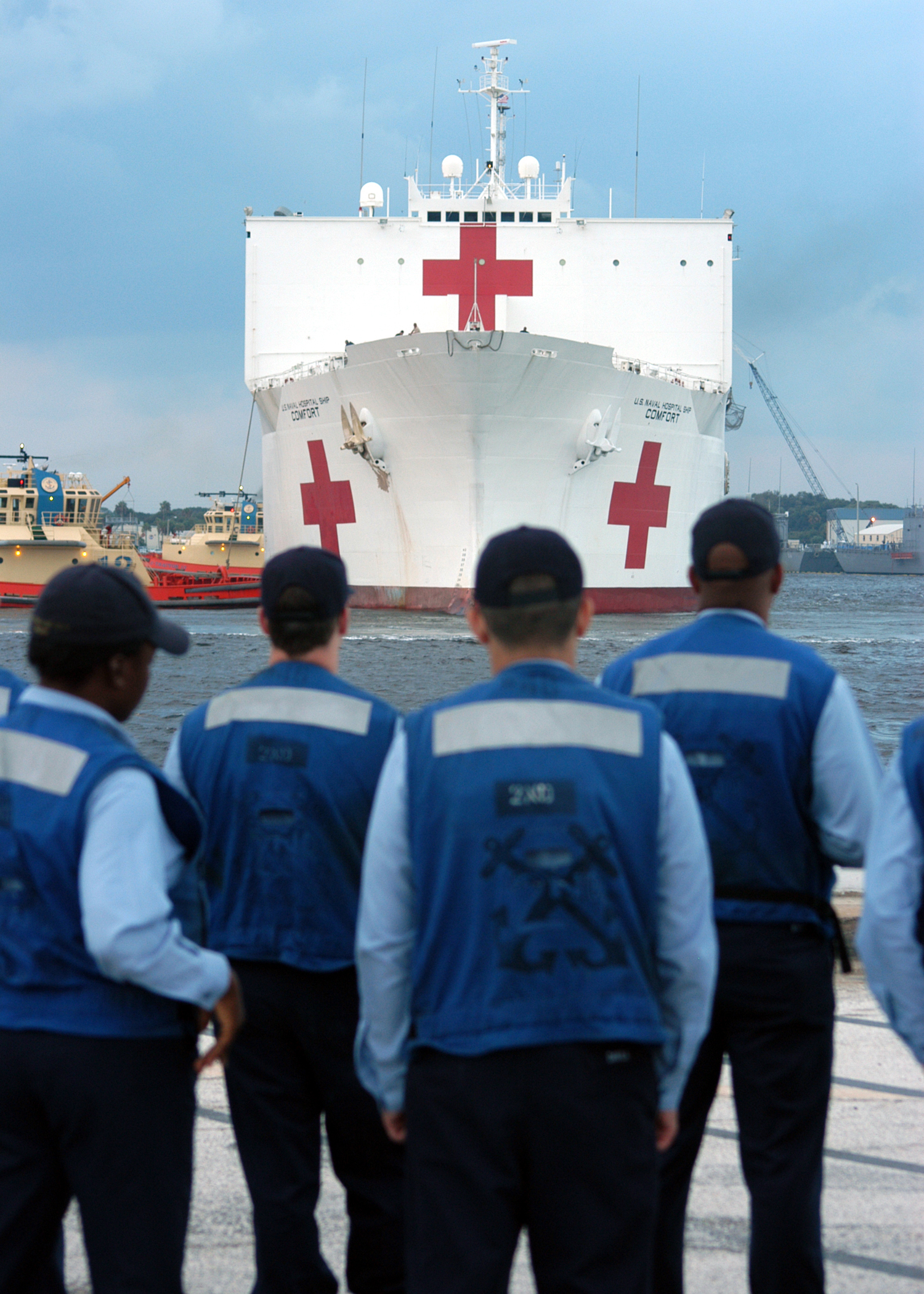
El USNS Comfort en camino para brindar ayuda después del huracán Katrina. La asistencia rápida y el restablecimiento de la seguridad para los afectados por el clima extremo reduce el riesgo de impacto psicológico a largo plazo.

Hay tres áreas amplias de preocupación relacionadas con cómo el cambio climático causa efectos psicológicos. En algunos casos, las personas pueden verse afectadas a través de más de una de estas vías simultáneamente.

### Impacto directo
La exposición a fenómenos meteorológicos extremos, como incendios forestales, huracanes e inundaciones, puede provocar diversos trastornos emocionales. Por lo general, se trata de estrés a corto plazo, del cual las personas a menudo pueden recuperarse rápidamente. Pero a veces aparecen condiciones crónicas, especialmente entre aquellos que han estado expuestos a múltiples eventos, como estrés postraumático, trastorno somatomorfo o ansiedad a largo plazo. Una respuesta rápida de las autoridades para restablecer el orden y la seguridad puede reducir sustancialmente el riesgo de cualquier impacto psicológico a largo plazo para la mayoría de las personas. Aunque las personas que ya padecían enfermedades mentales, especialmente psicosis, pueden necesitar cuidados intensivos, que pueden ser difíciles de brindar si los servicios de salud mental locales se vieron interrumpidos por eventos de clima extremo.

### Impactos indirectos
En varias partes del mundo, el cambio climático tiene un impacto significativo en los ingresos financieros de las personas, por ejemplo, al reducir la producción agrícola o al hacer que un área sea poco atractiva para el turismo. Esto puede causar un estrés significativo, que a su vez puede provocar depresión, ideación suicida y otras condiciones psicológicas negativas. Las consecuencias pueden ser especialmente graves si el estrés financiero se combina con una interrupción significativa de la vida social, como la reubicación en campamentos. Por ejemplo, a raíz del huracán Katrina, la tasa de suicidios de la población en general aumentó en aproximadamente un 300%, pero para aquellos que fueron desplazados y tuvieron que mudarse a parques de casas rodantes, aumentó en más de 1400%. Las intervenciones gubernamentales efectivas, similares a las que se usan para aliviar el estrés de una crisis financiera, pueden aliviar las condiciones negativas causadas por tal interrupción, sin embargo, esto a veces no es fácil, especialmente en algunos de los países menos prósperos del sur global.
Los efectos indirectos sobre la salud mental pueden ocurrir a través de impactos sobre la salud física. La salud física y la salud mental tienen una relación recíproca, por lo que cualquier efecto relacionado con el cambio climático que afecte la salud física también puede afectar indirectamente la salud mental. La alteración ambiental, como la pérdida de biodiversidad, o incluso la pérdida de características ambientales inanimadas como el hielo marino, también pueden causar respuestas psicológicas negativas, como eldolor ecológico o la solastalgia.

### Conciencia de la amenaza del cambio climático
El simple hecho de conocer los riesgos que plantea el cambio climático, incluso de aquellos que no se ven afectados por él, puede provocar afecciones psicológicas duraderas, como ansiedad y otras formas de angustia. Esto puede afectar especialmente a los niños y se ha comparado con la ansiedad nuclear que se produjo durante la Guerra Fría. Condiciones como la ecoansiedad rara vez son lo suficientemente graves como para requerir tratamiento clínico. Si bien son desagradables y, por lo tanto, se clasifican como negativas, estas condiciones se han descrito como respuestas racionales válidas a la realidad del cambio climático.

## Condiciones específicas del cambio climático

### Ecoansiedad
También conocida como ecoangustia, la ecoansiedad fue definida por la Asociación Americana de Psicología en 2017 como un miedo crónico al desastre ambiental. Se han realizado amplios estudios sobre la ansiedad ecológica desde aproximadamente 2007, y se siguen utilizando varias definiciones. Según una revisión de 2020 de Pihkala Panu, la otra definición ampliamente citada es la de Glenn Albrecht, quien en 2012 definió la ansiedad ecológica (o ecoansiedad) como la sensación generalizada de que los fundamentos ecológicos de la existencia están en proceso de colapso. La afección no es un diagnóstico médico y se considera una respuesta racional a la realidad del cambio climático; sin embargo, los casos graves pueden tener un impacto en la salud mental si no se alivian. La eco-ansiedad es una emoción desagradable, aunque puede ser adaptativa, motivando comportamientos útiles como la recopilación de información relevante. Sin embargo, también puede manifestarse como evitación de conflictos o incluso ser "paralizante". Algunas personas han informado haber experimentado tanta ansiedad y miedo sobre el futuro con el cambio climático que eligen no tener hijos. La atención prestada a la ansiedad ecológica creció rápidamente después de 2017, y especialmente desde finales de 2018 debido al efecto Greta, con Thunberg hablando públicamente de su ansiedad ecológica.

#### Prevalencia
Encuestas de 2018 realizadas en los Estados Unidos encontraron que entre el 21% y el 29% de los estadounidenses dijeron estar muy preocupados por el clima, el doble de la tasa de un estudio similar en 2015. La afección se ha vuelto especialmente común entre niños y jóvenes: en algunas universidades, más del 70% de los estudiantes se han descrito a sí mismos como afectados por la ansiedad ecológica, aunque a principios de 2021, las formas validadas para evaluar la prevalencia de la ansiedad ecológica no están bien establecidas.

#### Tratamiento y respuesta
El profesor Craig Chalquist dice que el primer paso para los terapeutas en el tratamiento de la eco-ansiedad es darse cuenta de que una respuesta temerosa a una condición real no es patológica. Él dice que el eco-miedo es una respuesta completamente normal, incluso si el cliente lo encuentra profundamente perturbador. Argumenta que los terapeutas deben tomar en serio los temores de los clientes sobre la situación y no asumir que son un problema de salud mental disfuncional o que una persona que sufre de ansiedad ecológica está enferma de alguna manera. Sin embargo, reconoce que el miedo y la ansiedad por el calentamiento global pueden exacerbar las condiciones de salud mental preexistentes. Los síntomas de la ecoansiedad incluyen irritabilidad, insomnio, pérdida de apetito, ataques de debilidad, ataques de pánico y espasmos. En términos de tratamiento, Chalquist señala que los modelos individualistas de salud mental no están diseñados para lidiar con el trauma colectivo a una escala planetaria.
En general, los psicoterapeutas dicen que cuando las personas toman medidas, ya sea cambiando su estilo de vida para reducir las emisiones de carbono o involucrándose en el activismo social, lo que reduce los niveles de ansiedad al brindar una sensación de empoderamiento personal y sentimientos de conexión con otros en la comunidad. Muchos psicólogos enfatizan que además de la acción, existe la necesidad de desarrollar resiliencia emocional para evitar el agotamiento.

### Duelo ecológico

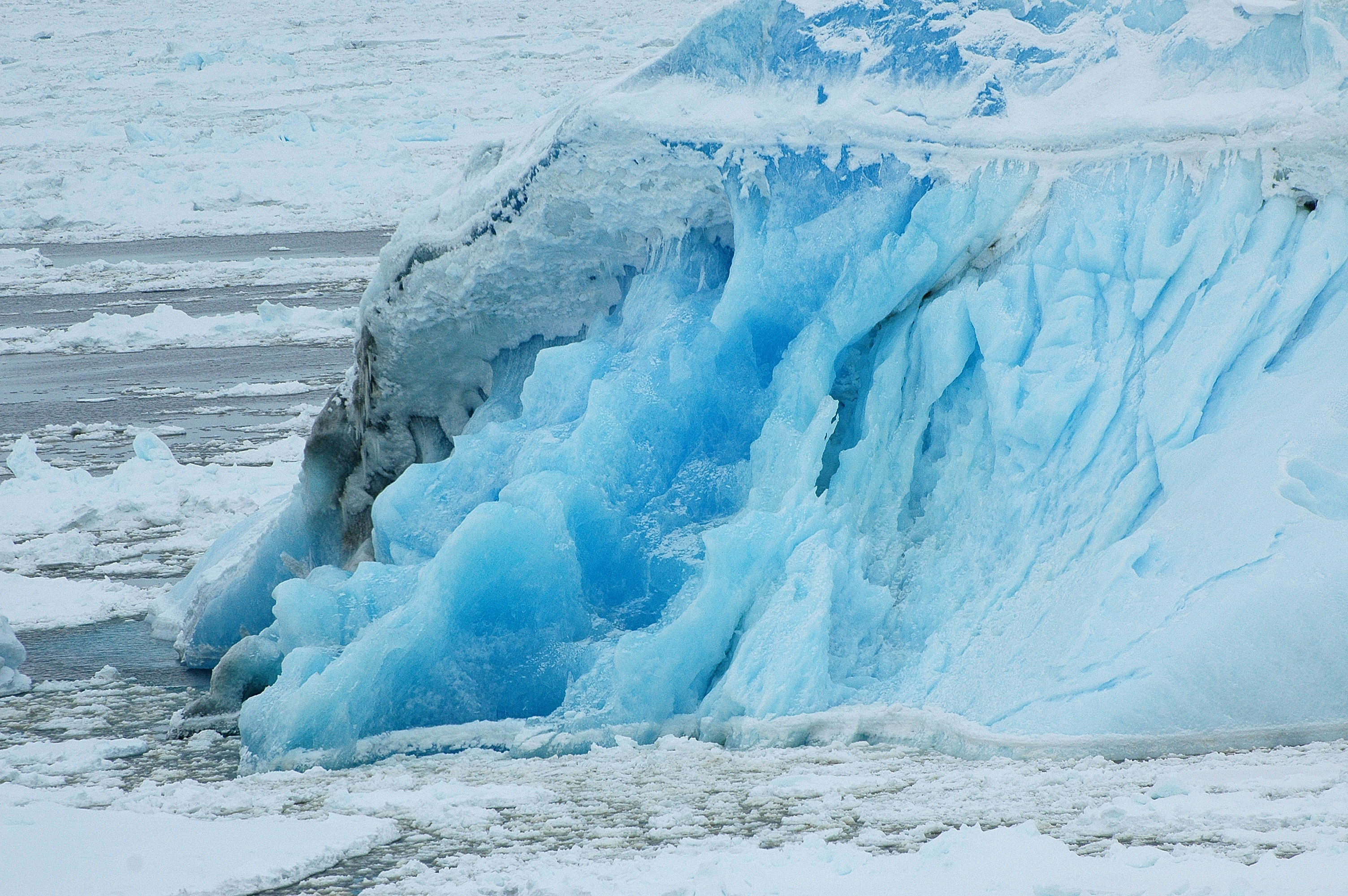
La pérdida de hielo marino puede tener un impacto psicológico en las personas que lo valoran. "Somos gente del hielo marino. Y si no hay más hielo marino, ¿cómo podemos ser gente del hielo marino?" - Anciano inuit.

El duelo ecológico, también conocido como duelo climático, puede ser una respuesta psicológica a la pérdida causada por la destrucción de los ambientes o el cambio climático.
El tanatólogo Kriss Kevorkian define al duelo ecológico como "la reacción de dolor causado por la pérdida ambiental de ecosistemas por eventos naturales o causados por el hombre". Cunsolo y Ellis lo definen como "la pena sentida en relación a experimentaar o anticipar pérdidas ecológicas, incluyendo la pérdida de especies, ecosistemas, y paisajes significativos debido al cambio ambiental agudo o crónico".

### Otros impactos psicológicos
Otros impactos psicológicos específicos del clima están menos estudiados que la ecoansiedad. Incluyen la ecodepresión, la ecoira y estados de negación o entumecimiento, que pueden ser provocados por una exposición excesiva a una presentación alarmista de la amenaza climática. Un estudio que utilizó un análisis factorial confirmatorio para separar los efectos de la eco-ansiedad, la eco-depresión y la eco-ira, encontró que la eco-ira es lo mejor para el bienestar de la persona y también es bueno para motivar la participación en acciones tanto colectivas como individuales. para mitigar el cambio climático. Una revisión reciente de la literatura ha revelado que las respuestas emocionales a las crisis pueden ser adaptativas cuando el individuo tiene la capacidad y el apoyo para procesar y reflexionar sobre esta emoción. En estos casos, las personas pueden crecer a partir de sus experiencias y apoyar a otros. En el contexto del cambio climático, esta capacidad de reflexión profunda es necesaria para navegar los desafíos emocionales que enfrentan tanto los individuos como las sociedades.

## Impactos positivos
Si bien la gran mayoría de los estudios sobre el impacto psicológico del cambio climático encuentra efectos negativos, existen algunos impactos positivos. Esto puede ser a través de vías tanto directas como indirectas. En algunas partes del mundo, el cambio climático ya ha aumentado, o se prevé, que aumente los rendimientos agrícolas, lo que puede aumentar la prosperidad local y, por lo tanto, tener un impacto indirecto positivo. Los impactos directos incluyen los efectos positivos de verse obligado a enfrentar la adversidad en una vida que de otra manera sería demasiado fácil. Para algunas personas, el mayor compromiso causado por la lucha compartida contra el cambio climático reduce la soledad . A nivel comunitario, enfrentar la amenaza del cambio climático puede aumentar la cohesión social, fortalecer los lazos sociales y mejorar la resiliencia. Este impacto social positivo generalmente se asocia solo con comunidades que tenían una cohesión social algo alta en primer lugar, lo que lleva a recomendaciones de que, cuando sea posible, los líderes comunitarios actúen para mejorar la resiliencia antes de que la interrupción relacionada con el clima se vuelva demasiado severa.

## Historia
Los esfuerzos para comprender los impactos psicológicos del cambio climático tienen antecedentes en el trabajo del siglo XX e incluso antes, para comprender las reacciones al entorno físico y social cambiante que surgió de eventos como la revolución industrial. La investigación empírica de los impactos psicológicos relacionados específicamente con el cambio climático comenzó a fines del siglo XX y se hizo más frecuente en la primera década del XXI. Desde principios de la década de 2010, los psicólogos se llamaban cada vez más entre sí para contribuir a la comprensión de los impactos psicológicos del cambio climático. Si bien los psicólogos tuvieron una participación casi nula en los primeros cinco informes del IPCC, al menos cinco contribuirán al Sexto Informe de Evaluación del IPCC, que debería publicarse en su totalidad para 2022. A partir de 2020, la disciplina de la psicología climática había crecido para incluir muchos subcampos. Los psicólogos climáticos están trabajando con las Naciones Unidas, con gobiernos nacionales y locales, con corporaciones, ONG e individuos.

### Esfuerzos de mitigación
Los psicólogos han estado ayudando cada vez más a la comunidad mundial a enfrentar el difícil desafío de organizar esfuerzos efectivos de mitigación del cambio climático. Se ha trabajado mucho sobre cómo comunicar mejor la información relacionada con el clima para que tenga un impacto psicológico positivo, lo que lleva a las personas a involucrarse en el problema, en lugar de evocar defensas psicológicas como la negación, la distancia o una sensación de fatalidad paralizante. Además de asesorar sobre el método de comunicación, los psicólogos han investigado la diferencia que hace cuando el tipo correcto de persona está comunicando; por ejemplo, al dirigirse a los conservadores estadounidenses, se ha demostrado que los mensajes relacionados con el clima se reciben de manera más positiva si los envía ex oficiales militares. Varias personas que no son principalmente psicólogos también han estado asesorando sobre asuntos psicológicos, por ejemplo, Christiana Figueres y Tom Rivett-Carnac, quienes lideraron los esfuerzos para organizar el Acuerdo de París de 2015, han hecho campaña desde entonces para difundir la opinión de que el optimismo obstinado es la mejor respuesta psicológica al desafío del cambio climático.